# Héctor Barberá Vall
Héctor Barberá Vall   (Dosaigües, 2 de novembre de 1986) és un pilot de motociclisme valencià, subcampió del món de 125cc el 2004 i de 250cc el 2009. Actualment resideix a València.
A 1 de gener de 2013

## Carrera esportiva
Va heretar del seu pare la passió per les motos i va iniciar la seva trajectòria en el món del motociclisme en la modalitat del trial aconseguint l'any 1996 el campionat del País Valencià i aconseguint bons resultats en les dues següents temporades. L'any 1999 s'inicia en competicions nacionals del País Valencià en els circuits aconseguint la quarta posició a la Fórmula Airtel i la setena a la copa Caja Madrid.
Guanya la Fórmula Airtel del País Valencià l'any 2000. L'any 2001 signa per l'equip de Julián Miralles i guanya el campionat Fórmula de campions de 125cc i queda el 12è en el campionat d'Espanya de 125cc.

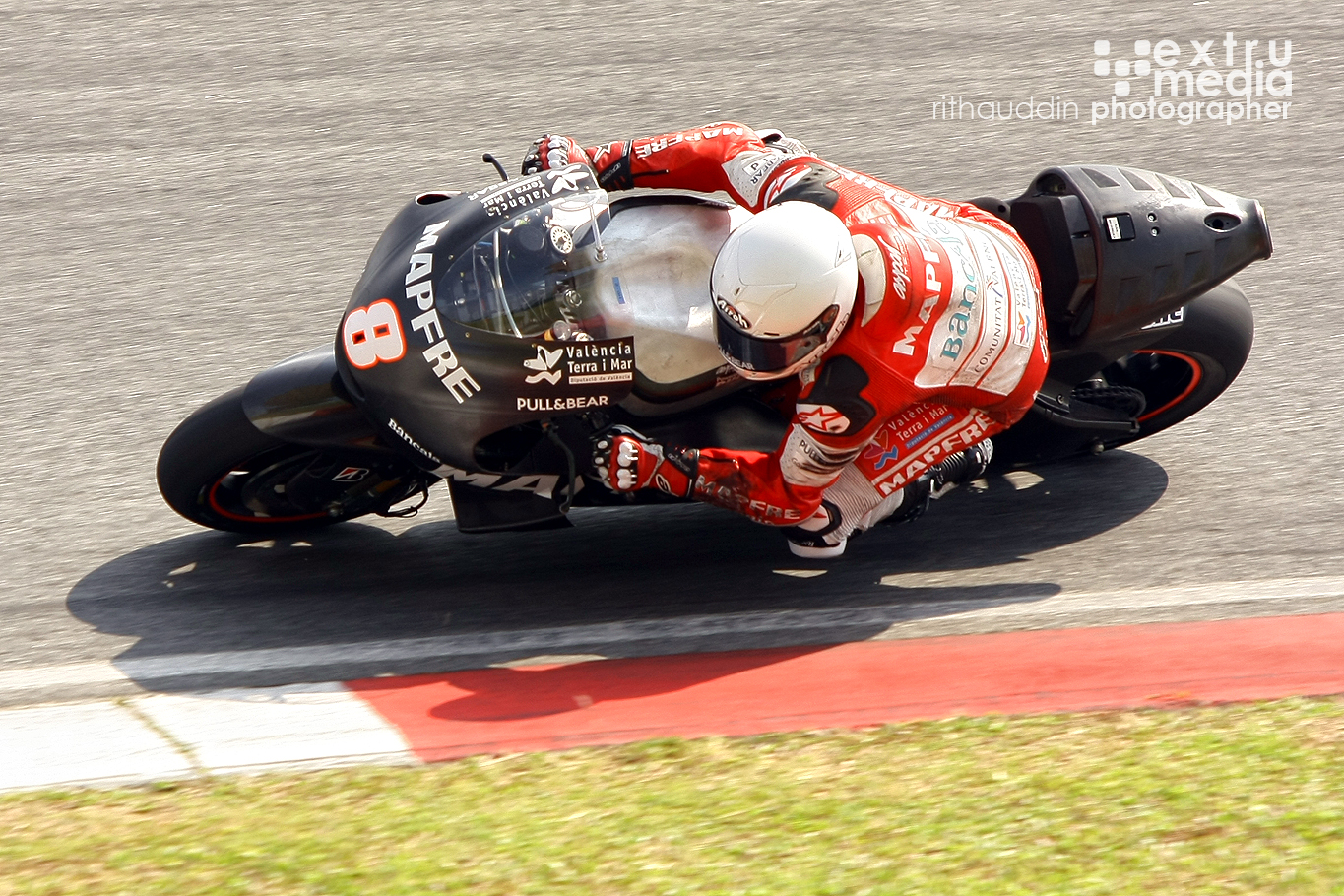
Barberá amb la Ducati de lAspar Team a Sepang el 2011

Amb l'equip Aprilia Aspar l'any 2002 aconsegueix el seu primer gran èxit en guanyar el Campionat d'Espanya de 125cc i també pren part en el campionat del món de 125cc quedant en 14a posició amb una quart lloc en el Gran Premi de la República Txeca com a millor resultat. L'any 2003 va suposar la seva confirmació en el mundial assolint les seves dues primeres victòries a Donington Park i a Motegi amb el qual va acabar en la tercera posició del campionat. L'any 2004 va abandonar l'equip d'Aspar i va signar amb l'equip de 125cc de Clarence Seedorf aconseguint 4 victòries i alçant-se amb el subcampionat de 125cc.
La temporada 2005 suposa el seu ascens a la categoria de 250cc al signar amb l'equip dirigit per Dani Amatriain, l'equip Fortuna Honda, pilotant una Honda RSW250 i tenint com a company a Jorge Lorenzo, amb qui mai no ha tingut una bona relació, i acaba en 9a posició aquesta temporada.
L'equip d'Amatriain abandona Honda i passa a ser equip oficial d'Aprilia en la temporada 2006 pel que Héctor passa a pilotar l'Aprilia RS250 aconseguint la seva primera victòria en 250cc en el Gran Premi de la Xina i finalitzant la temporada en setena posició. L'any 2007, a causa de les seus visibles i públiques diferències amb el seu company, Jorge Lorenzo, Héctor decideix canviar-se d'equip per a unir-se al Team Toth Aprilia, obtenint 3 podis i acabant en cinquena posició, el seu millor resultat fins a la data en 250cc. L'any 2008 Barberá segueix a l'equip Toth i pilota una de les 7 Aprilia RSA250 oficials de 250cc i canvia el seu dorsal de les últimes temporades, el 80, pel 21. Aquesta temporada signa la seva millor evolució carrera a carrera destacant les seves 8 sortides des de la primera fila de graella i els seus quatre pòdiums, fins a la greu lesió que es va produir durant els entrenaments del GP de Motegi que li obliguen a donar per finalitzada la seva temporada quan lluitava pels tres primers llocs del Campionat, acabant el campionat en 6a posició.
L'any 2009 Héctor canvia d'equip i recau en el recent format equip dirigit per Sito Pons tenint com a company d'equip al fill de Sito, el també català Axel Pons. Disposà d'una Aprilia RSA250 oficial per a disputar el campionat.

### MotoGP
La temporada de 2010 fitxà un altre cop per l'equip d'Aspar per tal de pilotar una Ducati a la categoria reina, MotoGP. El 2011 seguí en aquest equip i categoria, aconseguint puntuar en diversos Grans Premis fins a arribar al del Japó, celebrat al Circuit de Motegi, on patí una caiguda durant la cursa que li ocasionà una fractura desplaçada de la clavícula dreta.

## Resultats al Mundial de motociclisme

### Per temporada
| Any   | Categoria | Moto    | Curses | Victòria | Pod | Pole | FLap | Punts | Posició |
| ----- | --------- | ------- | ------ | -------- | --- | ---- | ---- | ----- | ------- |
| 2002  | 125cc     | Aprilia | 15     | 0        | 0   | 0    | 0    | 50    | 14è     |
| 2003  | 125cc     | Aprilia | 16     | 2        | 5   | 0    | 2    | 164   | 3r      |
| 2004  | 125cc     | Aprilia | 16     | 4        | 7   | 1    | 4    | 202   | 2n      |
| 2005  | 250cc     | Honda   | 16     | 0        | 0   | 0    | 0    | 120   | 9è      |
| 2006  | 250cc     | Aprilia | 14     | 1        | 3   | 2    | 1    | 152   | 7è      |
| 2007  | 250cc     | Aprilia | 17     | 0        | 5   | 0    | 1    | 177   | 5è      |
| 2008  | 250cc     | Aprilia | 12     | 0        | 4   | 2    | 1    | 142   | 6è      |
| 2009  | 250cc     | Aprilia | 16     | 3        | 8   | 4    | 1    | 239   | 2n      |
| 2010  | MotoGP    | Ducati  | 18     | 0        | 0   | 0    | 0    | 90    | 12è     |
| 2011  | MotoGP    | Ducati  | 16     | 0        | 0   | 0    | 0    | 82    | 11è     |
| 2012  | MotoGP    | Ducati  | 15     | 0        | 0   | 0    | 0    | 83    | 11è     |
| Total |           |         | 171    | 10       | 32  | 9    | 10   | 1501  |         |

### Per categoria
| Categoria | Any          | 1r GP             | 1r Podi            | 1a Victòria              | Cursa | Victòria | Podis | Pole | FLap | Punts | C. del Món |
| --------- | ------------ | ----------------- | ------------------ | ------------------------ | ----- | -------- | ----- | ---- | ---- | ----- | ---------- |
| 125 cc    | 2002–2004    | GP del Japó 2002  | Dutch TT 2003      | GP de Gran Bretanya 2003 | 47    | 6        | 12    | 1    | 6    | 416   | 0          |
| 250 cc    | 2005–2009    | GP d'Espanya 2005 | GP de Turquia 2006 | GP de la Xina 2006       | 75    | 4        | 20    | 8    | 4    | 830   | 0          |
| MotoGP    | 2010–        | GP de Qatar 2010  |                    |                          | 49    | 0        | 0     | 0    | 0    | 255   | 0          |
| Total     | 2002–Present |                   |                    |                          | 171   | 10       | 32    | 9    | 10   | 1501  |            |

### Curses per any
(Ids. Grans Premis | Llegenda) (Curses en negreta indiquen pole; curses en  itàlica indiquen volta ràpida)
| Any  | Categoria | Moto    | 1       | 2       | 3       | 4      | 5       | 6       | 7      | 8       | 9       | 10      | 11      | 12      | 13     | 14      | 15      | 16     | 17     | 18      | Pos | Punts |
| ---- | --------- | ------- | ------- | ------- | ------- | ------ | ------- | ------- | ------ | ------- | ------- | ------- | ------- | ------- | ------ | ------- | ------- | ------ | ------ | ------- | --- | ----- |
| 2002 | 125 cc    | Aprilia | JPN 16  | RSA     | ESP 12  | FRA 15 | ITA Ret | CAT 18  | DTT 20 | GBR Ret | GER 21  | CZE 4   | POR Ret | BRA 15  | PAC 5  | MAL 8   | AUS 14  | VAL 6  |        |         | 14è | 50    |
| 2003 | 125 cc    | Aprilia | JPN Ret | RSA 13  | ESP 7   | FRA 11 | ITA 9   | CAT Ret | DTT 3  | GBR 1   | GER 14  | CZE 5   | POR 2   | BRA 9   | PAC 1  | MAL 8   | AUS 6   | VAL 3  |        |         | 3r  | 164   |
| 2004 | 125 cc    | Aprilia | RSA 10  | ESP 3   | FRA 5   | ITA 3  | CAT 1   | DTT 6   | BRA 1  | GER 2   | GBR Ret | CZE 7   | POR 1   | JPN Ret | QAT 12 | MAL Ret | AUS 6   | VAL 1  |        |         | 2n  | 202   |
| 2005 | 250 cc    | Honda   | ESP 5   | POR 11  | CHN 7   | FRA 7  | ITA 6   | CAT 16  | DTT 9  | GBR Ret | GER 8   | CZE Ret | JPN 8   | MAL 6   | QAT 7  | AUS 4   | TUR 6   | VAL 5  |        |         | 9è  | 120   |
| 2006 | 250 cc    | Aprilia | ESP 5   | QAT 4   | TUR 2   | CHN 1  | FRA 7   | ITA Ret | CAT    | DTT     | GBR 5   | GER 5   | CZE 5   | MAL Ret | AUS 6  | JPN 7   | POR 10  | VAL 3  |        |         | 7è  | 152   |
| 2007 | 250 cc    | Aprilia | QAT 3   | ESP Ret | TUR 8   | CHN 6  | FRA 4   | ITA 3   | CAT 8  | GBR Ret | DTT 7   | GER 6   | CZE 4   | SM 3    | POR 5  | JPN 3   | AUS Ret | MAL 2  | VAL 5  |         | 5è  | 177   |
| 2008 | 250cc     | Aprilia | QAT 2   | ESP 5   | POR 8   | CHN 6  | FRA 12  | ITA Ret | CAT 3  | GBR 4   | DTT 5   | GER 2   | CZE 4   | SM 3    | INP C  | JPN NVC | AUS     | MAL    | VAL    |         | 6è  | 142   |
| 2009 | 250cc     | Aprilia | QAT 1   | JPN 11  | ESP 4   | FRA 11 | ITA 5   | CAT 3   | DTT 2  | GER 5   | GBR 8   | CZE 7   | INP 6   | SM 1    | POR 3  | AUS 2   | MAL 2   | VAL 1  |        |         | 2n  | 239   |
| 2010 | MotoGP    | Ducati  | QAT 12  | ESP 13  | FRA 8   | ITA 12 | GBR 11  | DTT 12  | CAT 10 | GER 9   | USA Ret | CZE 9   | INP 10  | SM 9    | ARA 11 | JPN 13  | MAL 11  | AUS 14 | POR 10 | VAL 8   | 12è | 90    |
| 2011 | MotoGP    | Ducati  | QAT 12  | ESP 6   | POR Ret | FRA 9  | CAT 11  | GBR 11  | DTT 12 | ITA 7   | GER 11  | USA 9   | CZE 10  | INP Ret | SM 9   | ARA 8   | JPN Ret | AUS    | MAL C  | VAL 11  | 11è | 82    |
| 2012 | MotoGP    | Ducati  | QAT 9   | ESP 10  | POR 10  | FRA 9  | CAT 11  | GBR 10  | DTT 7  | GER 9   | ITA 9   | USA     | INP AB  | CZE     | SM Ret | ARA 12  | JPN 10  | MAL 7  | AUS 12 | VAL Ret | 11è | 83    |